# Upington
Upington er en by i den vestlige del af Sydafrika, med et indbyggertal (pr. 2007) på cirka 101.000. Byen ligger ved breden af Orangefloden og er opkaldt efter den tidligere general Thomas Upington. 